# سينتكس
مختبرات سينتكس (بالإنجليزية: Laboratorios Syntex SA)‏ كان شركة دوائية أسسها رسل ماركر في مدينة مكسيكو عام 1944، وكانت تنتج الستيرويدات العلاجية من يام مكسيكي يسمى الديسقوريا المركبة والديسقوريا المكسيكية.
أنتج كيميائيو سينتكس الكورتيزون من مادة الديوسجينين، وهو ستيرويد نباتي موجود في نبات اليام المكسيكي، وهذه العملية اقتصادية أكثر من الطريقة التي كانت تعتمدها شركة ميرك آند كو التي كانت تعتمد على الأحماض الصفراوية.
انضمت سينتكس إلى مجموعة روش في عام 1994.

## منتجات الشركة
أنتجت الشركة أدوية منع الحمل بالتعاون مع أورثو للأدوية.
كما أنتجت نابروكسين. وبسبب تقديم سينتكس ملفا مخادعا بخصوص تحاليل سمية النابروكسين فقد قامت إدارة الغذاء والدواء باكتشاف سوء سلوك علمي مفرط كانت تقوم به مختبرات بايو تيست الصناعية [الإنجليزية] في عام 1976.

## الباحثون
من أبرز الباحثين الذين عملوا من سينتكس:
- رسل ماركر، أحد المؤسسين
- جورج روسنكرانز
- كارل جيراسي
- أليخادور زافاروني
- لويس إرنستو ميرامونتس
- يجي زيدوفسكي
- رالف دورفمان